# Cavale sentimentale
Pour plus de détails, voir Fiche technique et Distribution.
Cavale sentimentale est un film dramatique d'Aylin Tezel. Se déroulant sur l'île de Skye, il s'agit du premier film de l'actrice connue pour son rôle d'enquêtrice de Tatort. Le film a été présenté en avant-première au Festival du film de Hambourg le 3 octobre 2023 et est sorti en Allemagne le 7 décembre 2023. Il est présenté au Festival du film de Glasgow le 2 mars 2024.
Il est resté inédit dans les salles de cinéma en France et a été diffusé sur Arte le 13 juin 2025.

## Synopsis
Kira et Ian, tous deux trentenaires, se rencontrent lors d'un week-end d'hiver sur l'île de Skye. Tous deux fuient, à la fois leur passé et la réalité de leur vie actuelle. Kira vient de se séparer de son petit ami Aidan et se demande si elle suit un schéma inconscient en choisissant toujours les mauvaises personnes. Ian, quant à lui, est dans une relation libre par choix, mais il n'en est en fait pas satisfait. Il se sent également coupable de ne pas avoir vu sa sœur, qui souffre de dépression, depuis des années.
Au cours des 36 heures qu'ils passent ensemble, un lien profond, presque magique, se noue entre les deux inconnus. Les événements prennent une tournure dramatique lorsque, le deuxième jour, la mère d'Ian l'appelle pour lui annoncer une triste nouvelle. Toute la famille se précipite à l'hôpital où sa sœur vient d'être admise. Sans poser de questions, Kira reste tout le temps aux côtés de Ian.

## Fiche technique
- Titre original : Falling into Place
- Titre français : Cavale  sentimentale
- Réalisation : Aylin Tezel
- Scénario : Aylin Tezel
- Musique : Ben Lukas Boysen et Jon Hopkins
- Photographie : Julian Krubasik (de)
- Montage : David J. Achilles
- Décors : Andy Drummond
- Costumes : Louise Allen
- Production : Yvonne Wellie, Jakob Weydemann, Jonas Weydemann, Milena Klemke
- Société(s) de production : Weydemann Bros., Compact Pictures (UK) (coproduction), WeFadeToGrey (Köln) (coproduction), WDR (Westdeutscher Rundfunk) (collaboration), SR (Saarländischer Rundfunk) (collaboration), Arte Deutschland TV (collaboration)
- Société(s) de distribution : Port au Prince Pictures (Allemagne), Global Screen
- Pays de production :  Allemagne
 Royaume-Uni
- Langue originale : anglais, allemand
- Format : couleurs
2.39:1 (CinemaScope)
- Genre : drame, romance
- Durée : 113 minutes
- Dates de sortie : 7 décembre 2023 (Allemagne)
  - Pays d’avant-première mondiale : 3 octobre 2023 au Festival du film de Hambourg

## Distribution
- Aylin Tezel : Kira
- Chris Fulton (en) : Ian
- Rory Fleck Byrne (en) : Aidan
- Juliet Cowan (en) : Sara
- Alexandra Dowling : Emily
- Olwen Fouéré : Judy
- Samuel Anderson : Lewis

## Production

### Équipe de tournage et casting
Le film a été réalisé par Aylin Tezel, qui a également écrit le scénario. Cavale sentimentale est le premier film de Tezel, jusqu'alors connue comme actrice. À partir de 2012, elle a fait partie de l'équipe de la série Tatort, produite par la chaîne WDR à Dortmund, en compagnie de Jörg Hartmann et Anna Schudt, dans le rôle de l'enquêtrice Nora Dalay.
Tezel joue également le rôle principal féminin, l'Allemande Kira, tandis que Chris Fulton (en), surtout connu pour son rôle de Sir Phillip Crane dans la série Netflix La Chronique des Bridgerton, interprète Ian, l'Écossais dont elle fait la connaissance. Dans d'autres rôles, on retrouve Rory Fleck Byrne (en) dans le rôle de l'ex-petit ami de Kira, Aidan, Juliet Cowan (en) dans celui de Sara, Alexandra Dowling dans celui d'Emily et Olwen Fouéré dans celui de Judy.

### Financement et tournage
Le film a bénéficié d'une aide à la production de 500 000 € de la Fondation pour le cinéma et les médias de Rhénanie-du-Nord-Westphalie (Film- und Medienstiftung NRW (de)) et d'environ 171 000 € du Fonds fédéral allemand pour le cinéma. Il a également bénéficié d'une aide à la distribution de 20 000 € du Fonds fédéral allemand pour le cinéma.
Le tournage a eu lieu du 27 mars au 10 mai 2022, principalement à Londres et en Écosse, notamment à Glasgow et sur l'île de Skye.
La scène de la galerie d'art a été filmée à SoGo Arts à Saltmarket (en), à Glasgow.
Les villages de Dalry et de Cumbernauld ont été utilisés comme lieux de tournage, en remplacement de Portree, sur l’île de Skye.
Le directeur de la photographie Julian Krubasik (de) a déjà été nommé trois fois par Camerimage, en 2013 pour le court métrage documentaire Shoot Me, en 2015 pour An Ideal Place dans le cadre du concours étudiant et en 2016 pour Agony, et a reçu le prix allemand de la caméra (Deutschen Kamerapreis (de)) en 2022 pour son travail sur le documentaire Dig Deeper - The Disappearance of Birgit Meier.

### Musique du film et sortie
La musique du film a été composée par le compositeur de musique électronique berlinois Ben Lukas Boysen, également connu sous son nom de scène Hecq, et le producteur, DJ et remixeur britannique de musique électronique et de house Jon Hopkins. L'album, composé de onze titres, est sorti en téléchargement chez Erased Tapes fin mars 2024.
Le film a été présenté en avant-première le 3 octobre 2023 au Festival du film de Hambourg.
En novembre 2023, Falling into Place a été projeté au Festival international du film de Brunswick et au Festival du film Nuits noires de Tallinn,. Le film est sorti en Allemagne le 7 décembre 2023. En mars 2024, le film a été projeté au Festival du film de Glasgow. Le film est sorti en DVD le 18 avril 2024. Des projections sont organisées en juin 2024 lors du Festival du film de Raindance. Le film est présenté au Festival du film allemand (Festival des deutchen Films) début septembre 2024.

## Réception

### Accueil critique
Jannek Suhr, d'epd Film, écrit qu'Aylin Tezel a su créer une atmosphère mélancolique presque douloureusement belle, pour exprimer le désir d'intimité et de proximité de Kira et Ian, avec des plans d'Écosse enneigée, de pubs sombres et d'un Londres gris et agité, le tout accompagné d'une musique onirique. Par moments, le film semble presque trop parfaitement mis en scène, par exemple à la fin, lorsque, conformément à l'intrigue, le décor n'est plus dominé par la grisaille, mais par un soleil printanier. La plupart des scènes, cependant, retranscrivent avec une grande précision les états émotionnels des personnages. Le sentiment récurrent de devoir reprendre sa vie en main à l'âge adulte devrait également être familier à de nombreux spectateurs.
En France, dans Télérama, si Marianne Levy a été conquise par le film (TTTT), elle commence par critiquer le titre français, car « la première fiction d'Aylin Tezel n'a rien d'une cavale. Mais tout d'une lente immersion dans une résurrection sentimentale ». Le film « se révèle immédiatement émouvant comme la fin d'une histoire d'amour, mais surtout poétiquement fragile comme son début. La créatrice ne fait pas que raconter Kira et Ian. Elle affirme son point de vue. L'amour est dans ce que l'on dit. Mais surtout dans ce que l'on ne dit pas. Elle en fait une superbe démonstration à l'aide de comédiens remarquables, au service de ces silences déterminants. Et des choses qui retombent à leur place. Comme l'indique le titre original, Falling into Place ».
Pour Télé-Loisirs, « Cavale sentimentale se présente comme un drame sentimental qui, bien qu'il n'offre pas une trame narrative particulièrement originale, réussit à captiver grâce à la chimie palpable entre ses deux protagonistes. Le jeu délicat de Kira et Ian, interprété par des comédiens doués, donne vie à des émotions authentiques et profondes, permettant ainsi au public de s'identifier à leurs luttes personnelles. »

### Récompenses
Aux British Independent Film Awards 2024 (en), John McKay est sélectionné pour le prix du meilleur nouveau producteur.
Braunschweig International Film Festival 2023
- Nomination pour la compétition (Aylin Tezel)[17]

74e cérémonie du Deutscher Filmpreis
- Nomination pour le meilleur montage (David J. Achilles)

Festival des deutschen Films (de) 2024
- Lauréat du Prix d'art cinématographique (Ludwigshafener Auszeichnung)
- Nomination pour le Prix du public Rheingold (Rheingold Publikumspreis)[18],[19]

Festival du film de Glasgow 2024
- Nomination pour le Prix du public[20]

Prix de la Critique de cinéma allemande (Preis der deutschen Filmkritik (de)) 2024
- Nomination pour le "Meilleur premier long métrage" (Bestes Spielfilmdebüt)[21]

Festival de Raindance 2024
- Nomination dans la Section Découverte[22]

Schnitt-Preis (de) 2024 (Prix du meilleur montage de film)
- Nomination pour le prix du meilleur montage du long métrage (David J. Achilles)[23]

Festival du film Nuits noires de Tallinn 2023
- Lauréat du Prix FIPRESCI (Aylin Tezel)
- Nomination dans la compétition Premier long métrage (First Feature Competition) (Aylin Tezel)[24],[25],[26]